# 1-диазидокарбамоил-5-азидотетразол
1-Диазидокарбамоил-5-азидотетразол (неоф. азидоазид азид, азидоазид, англ. azidoazide azide, сокр. АА) — гетероциклическое органическое соединение с молекулярной формулой C2N14. Из-за большого количества связей азот — азот соединение чрезвычайно взрывоопасно и токсично.

## Физические свойства
Азидоазид при нормальных условиях (н. у.) представляет собой красные кристаллы плотностью 1,723 г/см³, нерастворимые в воде. Молекула хорошо растворима в диэтиловом эфире, ацетоне, а также в некоторых углеводородах, также хлорированных.
Томас М. Клапётке (нем. Thomas M. Klapötke) и сотрудники из Университета Людвига Максимилиана (Мюнхен, Германия) в работе о получении 1-диазидокарбамоил-5-азидотетразола и изучении его свойств заявили:
Чувствительность [соединения] к удару и трению, без сомнения, находится в пределах 0,25 Дж при ударе и 1 Н в чувствительности к трению, которые можно определить экспериментально.
В самом деле, азидоазид настолько чувствителен, что он взорвётся, если будет легко тронут каким-то объектом, перемещён на незначительное расстояние (из-за чувствительности к трению), диспергирован в растворе, подвергнется воздействию яркого света.

## Способы получения
1-Диазидокарбамоил-5-азидотетразол можно получить диазотированием хлорида триаминогуанидиния нитритом натрия в ультрадистиллированной воде. В другом примере синтеза используется реакция обмена между тетрабромидом изоцианогена в ацетоне и водным раствором азида натрия: при этом образуется изоцианогенетраазид, так называемый «открытый» изомер, который быстро циклизуется в стандартных условиях с образованием тетразольного кольца и, следовательно, "закрытого типа" азидоазида.

## См.также
- Гетероциклические соединения
- Органические азиды